# Mim Drew
Miriam „Mim“ Drew Long (* 23. Oktober 1971) ist eine US-amerikanische Schauspielerin und Synchronsprecherin.

## Leben
Drew wurde in den USA geboren, wo sie auch aufwuchs. Nach ihrer Schulzeit besuchte sie von 1990 bis 1994 die Duke University, die sie mit dem Bachelor verließ. Seit ihrer Hochzeit heißt sie Drew Long und sie ist außerdem Mutter von zwei Kindern. Seit 1996 ist sie als Schauspielerin tätig und Gründerin und Geschäftsführerin der Mimigirl, Inc. Ab den 2000er Jahren folgten diverse Episodenrollen in verschiedenen US-amerikanischen Fernsehserien. 2009 verkörperte sie in zwölf Episoden der Fernsehserie The Lake die Rolle der Claire. Von 2012 bis 2013 spielte sie in insgesamt 17 Episoden der Fernsehserie Marvin Marvin die Rolle der Liz Forman.
Sie ist in Los Angeles wohnhaft.

## Filmografie
- 1996: Gamalost (Kurzfilm)
- 2001: Chaos City (Spin City) (Fernsehserie, Episode 5x23)
- 2002: She Spies – Drei Ladies Undercover (She Spies) (Fernsehserie, Episode 1x02)
- 2002–2003: Practice – Die Anwälte (The Practice) (Fernsehserie, 3 Episoden)
- 2003: Frasier (Fernsehserie, Episode 10x14)
- 2004–2005: Huff – Reif für die Couch (Huff) (Fernsehserie, 3 Episoden)
- 2005: Jake in Progress (Fernsehserie, Episode 1x05)
- 2006: Related (Fernsehserie, Episode 1x11)
- 2006: O.C., California (The O.C.) (Fernsehserie, Episode 3x14)
- 2007: All About Us
- 2007: Rules of Engagement (Fernsehserie, Episode 2x07)
- 2008: Diegesis (Kurzfilm)
- 2009: CSI: Vegas (CSI: Crime Scene Investigation) (Fernsehserie, Episode 9x16)
- 2009: Taras Welten (United States of Tara) (Fernsehserie, 2 Episoden)
- 2009: Navy CIS (NCIS) (Fernsehserie, Episode 6x21)
- 2009: The Lake (Fernsehserie, 12 Episoden)
- 2010: Make It or Break It (Fernsehserie, Episode 1x15)
- 2011: Modern Family (Fernsehserie, Episode 2x24)
- 2011–2016: Austin & Ally (Fernsehserie, 2 Episoden)
- 2012: Body of Proof (Fernsehserie, Episode 2x11)
- 2012–2013: Marvin Marvin (Fernsehserie, 17 Episoden)
- 2014: Liv und Maddie (Liv and Maddie) (Fernsehserie, 2 Episoden)
- 2014: The Stable Boy (Kurzfilm)
- 2015: Tenured
- 2016: The Curse of Sleeping Beauty – Dornröschens Fluch (The Curse of Sleeping Beauty)
- 2016: Betch (Fernsehserie, Episode 1x16)
- 2016: Mono
- 2016: Stalked by My Mother (Fernsehfilm)
- 2018: See Plum Run (Fernsehserie, 8 Episoden)
- 2018: They Fall Fast (Kurzfilm)
- 2019: Veronica Mars (Fernsehserie, Episode 4x05)
- 2019: Discover Indie Film (Fernsehserie, Episode 2x03)
- 2024: Our Little Secret